# 建設機械コレクション
建設機械コレクション（けんせつきかいコレクション）は、トミーテックが、ジオラマコレクションシリーズの一つとして製造・販売する、建設機械のミニチュアモデルの製品である。

## 概要
縮尺1/150の建設機械（建機）のミニチュアモデル。トレーラーコレクション・建物コレクション・情景コレクションなどと併せることで工事現場を再現できるようになっている。

## ラインナップ

### Vol.1
2010年3月発売。4種の建設機械をそれぞれ2仕様ずつ製品化している。税込714円。
- コマツD155AX-6 ブルドーザー
  - カウンターウエイト装着仕様
  - 可変式マルチリッパ装着仕様
- コマツPC300-8 油圧ショベル
  - カタログ仕様
  - コマツレンタル仕様
- 日立 ZX480LCK-3 解体機ハイリフトフロント仕様
  - カタログ仕様
  - 日立建設レック仕様
- コベルコPANTHER-X250　クレーン車
  - 作業中仕様
  - 走行仕様
- シークレット
  - コマツ・D155AX-6ブルドーザー　可変式マルチリッパ装着・コマツレンタル仕様
  - コマツ・PC300-8油圧ショベル　アメリカ仕様（バケットが黒になっている他はカタログ仕様と同一）

### Vol.2
2011年3月発売。4種の建設機械をそれぞれ2仕様ずつ製品化している。税込714円。
- 日立　ZX480LCK-3 バックホウ仕様
  - オレンジ
  - ブルー
- 油谷ショベルTY45
  - オレンジ
  - 水色
- 三菱ふそうローボーイ
  - 作業中仕様/緑色
  - 走行中仕様/黄色
- コベルコPANTHER-X250　クレーン車
  - 作業中仕様/黄色
  - 株式会社ミック作業中仕様
- シークレット
  - 日立　ZX480LCK-3 バックホウ仕様　日立建設レック仕様
  - コベルコPANTHER-X250　クレーン車 灰色　走行中仕様